# トリノライン
『トリノライン』は、minoriより2017年3月31日に発売された18禁美少女アドベンチャーゲーム。一般向けソフトとしてエンターグラムより2023年9月28日にNintendo Switch版が発売された。

## あらすじ
主人公である七波舜の妹の記憶を持つアンドロイドが天才的な科学者である紬木沙羅によって開発され、新しい日々が始まる。
舞台は、東京都の小笠原諸島の父島である。

## 登場人物
七波舜 (ななみ しゅん)
本作の主人公。
七波 シロネ （ななみ しろね）
声：要しおり
誕生日：－月－日 身長：144cm B77（D）/ W53/ H78
沙羅が作った舜の妹に似ている新型アンドロイド（トリノ）。学習機能は完璧とはいえず、周囲とのコミュニケーションが中途半端なところもある。
宮風 夕梨 （みやかぜ ゆうり）
声：八ッ橋しなもん
誕生日：1月9日 身長：149cm 体重：44kg B87（F）/ W58/ H88
舜の幼なじみで、不治の病を患っている。
紬木 沙羅 （つむぎ さら）
声：くすはらゆい
誕生日：3月14日 身長：153cm 体重：46kg B91（G）/ W59/ H89
アンドロイド開発に携わる天才的な頭脳を持つ科学者で舜の幼なじみ。
ハナコ・F・ブリストル （はなこ・えふ・ぶりすとる）
声：天晴いぶ
誕生日：7月18日 身長：155cm 体重：48kg B86（E）/ W59/ H89
主人公たちの通う学校の風紀委員を務める舜の先輩。
日比野 綾花 （ひびの あやか）
声：御子神 猫
誕生日：4月23日 身長：151cm 体重：45kg B-（-）/ W-/ H-
舜のクラスメイトで、幼なじみの女の子。

## スタッフ
- キャラクターデザイン・原画 - きのこのみ、柚子奈ひよ
- シナリオ -8、御厨みくり、花見田ひかる、鋏鷺
- 音楽 -酒井伸和/天門

## 主題歌
オープニングテーマ「Tetra.」
作詞 - 酒井伸和 / 作曲 - 天門 / 歌 - 原田ひとみ
シロネ エンディングテーマ「lettRE」
作曲・編曲 - 柳 英一朗 (Astilbe x Arendsii) / 歌・作詞 - Ayumi. (Astilbe x Arendsii)
夕梨 エンディングテーマ「fil...」
作曲・編曲 - 柳 英一朗 (Astilbe x Arendsii) / 歌・作詞 - Ayumi. (Astilbe x Arendsii)
沙羅 エンディングテーマ「volière」
作曲・編曲 - 柳 英一朗 (Astilbe x Arendsii) / 作詞 - 海野みすず / 歌 - Ayumi. (Astilbe x Arendsii)

## Webラジオ
【トリノライン・Webラジオ】『ロボらじ』
2017年3月2日から4月27日までニコニコ動画にて配信された。毎週木曜日更新。全8回。パーソナリティはくすはらゆい（紬木沙羅 役）。

## トリノライン:ジェネシス
2018年1月26日にアフターストーリーから「もしも」のお話まで入ったファンディスク「トリノライン：ジェネシス」が発売された。

minoriとしては、実に7~8年ぶりのファンディスクでトリノラインのアフターストーリーとこれまで柚子奈ひよが原画を務めたヒロインの人気投票により、「姫野 永遠」(ソレヨリノ前奏詩より)のシナリオが追加されている。
舞台は、東京都の小笠原諸島の父島である。

### 文献
- 「トリノライン」『TECH GIAN』、KADOKAWA、2016年9月号。